# My Own Way Home
My Own Way Home è il secondo album in studio della cantante spagnola Beth, pubblicato nel 2006.

## Tracce
1. Lullaby
2. Rain on Me
3. Deep Inside
4. All These Things
5. Angel
6. Home
7. Sad Song
8. Mama
9. Strange World
10. A veces... + Suria